# Geraldo Vieira Gusmão
Geraldo Vieira Gusmão (* 12. Oktober 1934 in Itamarandiba, Minas Gerais, Brasilien) ist ein brasilianischer Geistlicher und emeritierter römisch-katholischer Bischof von Porto Nacional.

## Leben
Geraldo Vieira Gusmão empfing am 3. Dezember 1961 die Priesterweihe.
Papst Johannes Paul II. ernannte ihn am 23. Dezember 1997 zum Bischof von Porto Nacional. Der Erzbischof von Belo Horizonte, Serafim Kardinal Fernandes de Araújo, spendete ihm am 19. März des nächsten Jahres die Bischofsweihe; Mitkonsekratoren waren Paulo Lopes de Faria, Erzbischof von Diamantina, und Alberto Taveira Corrêa, Erzbischof von Palmas. 
Am 4. November 2009 nahm Papst Benedikt XVI. seinen altersbedingten Rücktritt an.